# Jean-Pierre Kemmer
Jean-Pierre (Jempi) Kemmer (født 8. december 1923 i Luxembourg - død 21. december 1991) var en
luxembourgsk komponist, slagtøjsspiller, pianist, korleder og dirigent.
Kemmer spillede slagtøj i RTL Symfoniorkester (Luxembourg Filharmoniske Orkester), og var også korleder og akompagnerende pianist til sangere. Han var senere primært komponist, og har komponeret en symfoni, orkesterværker, koncertmusik, kammermusik, korværker, ti operetter, revymusik etc. Han grunlagde koret Jempi Kemmer i 1969, som han selv dirigerede. Kemmer hørte til de ledende komponister fra Luxembourg i det 20. århundrede.

## Udvalgte værker
- De dødes Symfoni (1963) - for orkester
- Trompetkoncert (1960) - for trompet og orkester
- Årstidernes sang (1966) - for kor og orkester
- Søndag morgen i Luxembourg (1954) - for orkester